# Helena Sparrow
Helena Sparrow (ur. 5 czerwca 1891 w Bohusławiu, zm. 13 listopada 1970 na Korsyce) – polska bakteriolog i mikrobiolog, światowa pionierka w zakresie zdrowia publicznego.
Doceniona przede wszystkim za pracę nad kontrolą epidemii tyfusu podczas I wojny światowej, a także za zaangażowanie w krajowe programy szczepień w Polsce i Tunezji, przeciwko takim chorobom, jak: błonica, płonica, gorączka plamista i dur powrotny do lat 60. XX wieku.

## Dzieciństwo i młodość
Helena Sparrow urodziła się w polskiej rodzinie w Bohusławiu (obecnie miasto w obwodzie kijowskim na terenie Ukrainy), jej matką była Hanna ze Stefańskich, a ojciec Leopold był sędzią i potomkiem brytyjskiego architekta Williama Sparrowa. Uczyła się na wydziale medycyny w Kijowie na Cesarskim Uniwersytecie św. Włodzimierza (dyplom uzyskała w 1915 roku). Studia magisterskie ukończyła na Uniwersytecie Poznańskim w 1923, a doktorat na Uniwersytecie Warszawskim w 1928.

## Kariera
W 1915 roku zaangażowała się w walkę z epidemią tyfusu, która występowała w carskiej armii podczas I wojny światowej. Następnie rozpoczęła pracę w klinice w Dorpacie (obecnie Tartu w Estonii), pod kierownictwem profesora Aleksandra Byliny. Potem pracowała w Instytucie Bakteriologii w Kijowie jako asystentka Włodzimierza Lindermana. W 1920 przeniosła się do Warszawy i pracowała z Ludwikiem Rajchmanem dyrektorem Państwowego Zakładu Epidemiologicznego (od 1923 r. Państwowy Zakład Higieny). W zakładzie była odpowiedzialna za prewencyjne szczepienia i badania przypadków epidemiologicznych. W latach 1921–1933 pracowała również z Rudolfem Weiglem na Uniwersytecie Lwowskim nad tyfusem epidemicznym. W tym czasie stworzyła cztery laboratoria badające zdrowie publiczne. Z Robertem Debré nadzorowała programy szczepień przeciwko błonicy i szkarlatynie na terenie Warszawy.
W 1923 roku nostryfikowała dyplom doktora wszech nauk lekarskich i wyjechała na stypendium do Instytutu Pasteura w Paryżu. We Francji zajęła się badaniami nad gruźlicą pod kierunkiem Alberta Calmette’a i Camille’a Guérina. Następnie współpracowała z Jules Bordetem w Brukseli, a także z Amédée Borrelem w Instytucie Zdrowia w Strasburgu. W 1924 r. Ponownie wysłano ją do Francji na szkolenie z mikrobiologii w Instytucie Pasteura oraz w laboratorium Alexandre’a Besredki. W 1925 r. Instytut Pasteura sfinansował jej badania z Charles’em Nicolle’em na tyfus epidemiczny w Tunezji. W latach 1927–1928 przebywała w Instytucie Pasteura w Tunisie i kontynuowała badania nad szczepieniem przeciwko tyfusowi.
W 1928 roku uzyskała tytuł profesora nadzwyczajnego na Wydziale Lekarskim Uniwersytetu Warszawskiego. W tym okresie obroniła swoją pracę doktorską „Problèmes de la contre le typhus exanthématique”, następnie została profesorem bakteriologii. W latach 30. prowadziła szkolenia z zakresu mikrobiologii i aktywnie uczestniczyła w polskich towarzystwach lekarskich i warszawskim oddziale francuskiego Société de biologie.
W 1933 r. wyjechała z Charles’em Nicolle’em do Instytutu Pasteura w Tunisie, gdzie jako szef laboratorium wdrożyła nowe standardy produkcji szczepionek. Przyjęła w tym czasie obywatelstwo francuskie. Badała tyfus epidemiczny i endemiczny u szczurów oraz inne riketsjozy, m.in. pracowała nad zmniejszeniem zjadliwości tyfusu epidemicznego i szczurzego, stosując donosowe i dospojówkowe zakażenie zwierząt laboratoryjnych. Wykazała rozmnażanie się riketsji tyfusu brzusznego we wszach i (razem z J. Laigretem) badała procesy zakażenia zarazkami tego tyfusu drogą pokarmową oraz (wspólnie z Nicolle’em i P. Giroud) ich wydalania z moczem. Z P. Giroud i P. Durandem wyprodukowała w 1939 r. szczepionkę płucną przeciw tyfusowi plamistemu Sparrow–Durand, hodując zarazki (Rickettsia provazeki) w płucach myszy; używała do tego celu wszy zakażonych drogą analną (metoda Weigla). Zajmując się też tyfusem powrotnym (Typhus recurrentis) przenoszonym zarówno przez wszy, jak i kleszcze, stwierdziła m.in. istnienie form przejściowych między dwoma rodzajami szczepów tego tyfusu. Odbyła podróże naukowe do Meksyku, gdzie badała tyfus plamisty meksykański i do Gwatemali, gdzie stosowała szczepionkę Sparrow–Durand.
Podczas II wojny światowej Sparrow pozostała w Tunisie i po zajęciu Tunezji przez wojska niemiecko-włoskie ukrywała Polaków – dezerterów z armii niemieckiej, członków francuskiego ruchu oporu oraz uchodźców z Francji, m.in. zaprzyjaźniła się z pisarzem A. Gide’em. Po zakończeniu wojny poświęciła się problematyce szczepień BCG, a zwłaszcza produkcji szczepionki, sposobie jej stosowania i ocenie skuteczności. W 1949 r. objęła w Instytucie kierownictwo działu wyrobu szczepionki BCG i zorganizowała program szczepień dla Tunezji przeciw gruźlicy i tyfusowi. Naukowy autorytet Sparrow przyciągał wielu amerykańskich i angielskich badaczy, których szkoliła w swojej placówce. Na zlecenie Światowej Organizacji Zdrowia przeprowadziła w Etiopii kompleksowe badania epidemiologiczne i wykazała, że tamtejsze lasy stanowią duży rozsadnik zarazków tyfusu powrotnego, przenoszonego przez wszy i kleszcze.
W 1962 wyjechała do Bastii na Korsyce, dokąd wcześniej zbiegł jej drugi mąż Philippe Germa, aresztowany po uzyskaniu przez Tunezję niepodległości w 1956 roku. Tam, ze względu na stan zdrowia, nie pracowała już naukowo, ale nadal publikowała swoje prace.
Zmarła w Pietranera na Korsyce w 1970 roku.

## Życie prywatne
Była dwukrotnie zamężna. Pierwszy raz wyszła za mąż w 1917 za lekarza chirurga z Estonii, barona Roberta von Kügelgena (1887–1935), z którym w latach dwudziestych była w separacji. Z pierwszego związku miała córkę, Marię Bognę Seiler von Kugelgen.
Drugie małżeństwo zawarła w 1933 w Tunisie z Francuzem Phillipem Germą, inżynierem agronomem, pionierem nowych upraw w krajach Maghrebu, z którym zasadzili sad pomarańczowy w Soukra, niedaleko Tunisu.